# Sin darle ya más vueltas
Sin darle ya más vueltas es el undécimo álbum de estudio del grupo argentino Vox Dei. Este es el primer disco de la banda luego del segundo alejamiento de Ricardo Soulé, en 1989 y el primero junto a Carlos Gardellini.

## Grabación y Contenido
Vox Dei entra en un período difícil durante comienzos de los '90, la banda realiza una serie de shows con varios guitarristas temporales, al mismo tiempo Willy Quiroga y Rubén Basoalto inician proyectos paralelos; por aquel entonces Rubén había formado Banda de la Sala, junto a Carlos Gardellini, quien luego sería parte de Vox Dei junto a Daniel Laira como miembros estables. 
Entre 1992 y 1994, parte de la discografía de Vox Dei de los años 70 es reeditada en CD, con buenos resultados comerciales, aprovechando esto, Rubén y Willy deciden editar un nuevo disco. Grabado una vez más con Chiche Graciano como tecladista invitado, el sonido del álbum posee las primeras influencias musicales de la banda, sumadas a las de Gardellini. Tras la salida del álbum y realizadas algunas presentaciones, Vox Dei lleva a cabo su primer show acústico ese mismo año para el canal MuchMusic.

## Canciones
- Todas las canciones fueron escritas por Willy Quiroga, excepto donde se indique.

1. "Sin darle ya más vueltas" - 4:17
2. "Como toro" - 4:19
3. "Cazador Implacable" (Willy Quiroga, Sergio Pessina) - 3:46
4. "Susana en un sueño" - 3:30
  - Idea de Susana Jeanneret
5. "Si vas por bien" (Rubén Basoalto) - 3:50
6. "Mi forma de amar" - 5:22
  - Idea de Susana Jeanneret
7. "El amor cabalga en el viento" - 5:22
8. "No es eterno el sol" (Willy Quiroga, Simón Quiroga) - 3:47
9. "Igual que un ariete" - 4:12
10. "El perveso cara dos" - 3:45
11. "Mamalita" (Rubén Basoalto) - 2:44

## Personal
Vox Dei
- Willy Quiroga - Bajo, voz y piano en "Susana en un sueño".
- Rubén Basoalto - Batería y voz.
- Carlos Gardellini - Guitarra y coros.

Invitados
- Chiche Graciano - Teclados.
- Daniel Benítez - Saxofón en "El amor cabalga en el viento"

### Colaboradores
- Mario Breuer - Masterización.
- Leandro Marcelo y Manzanita - Asistentes de Grabación.
- Gustavo Gallardo - Coordinación general.
- Daniel Akerman - Fotografía
- Marcela Augustowsky - Idea y Arte.